# Saison 2019 de l'équipe cycliste Bardiani CSF
La saison 2019 de l'équipe cycliste Bardiani CSF est la trente-huitième de cette équipe.

## Préparation de la saison 2019

### Sponsors et financement de l'équipe
L'équipe porte le nom de ses deux principaux sponsors, le fabricant de vannes Bardiani Valvole et CSF Inox, fabricant et installateur de pompes. Ces deux entreprises sont sponsors de l'équipe respectivement depuis 2012 et 2008.
Bardiani CSF change de fournisseur de cycle en 2019. Équipée par MCipollini de 2013 à 2018, elle l'est désormais par Guerciotti.

### Arrivées et départs
Trois coureurs quittent l'équipe à l'intersaison. Giulio Ciccone évolue désormais dans le WorldTour avec l'équipe Trek-Segafredo. Simone Sterbini descend d'une division en s'engageant avec l'équipe continentale Giotti Victoria-Paloma. Simone Andreetta, non conservé par l'équipe après quatre saisons, met fin à sa carrière faute d'avoir trouvé un nouvel employeur. Ils sont remplacés par trois néo-professionnels : Luca Covili, Alessandro Pessot et Francesco Romano,.
Six coureurs présents en 2018, Vincenzo Albanese, Giovanni Carboni, Andrea Guardini, Umberto Orsini, Daniel Savini Manuel Senni, étaient déjà sous contrat pour 2019. Le contrat de Giovanni Carboni a été prolongé jusqu'à fin 2021. Huit autres coureurs de l'effectif de la saison 2018 ont signé un nouveau contrat : Enrico Barbin, Michael Bresciani, Mirco Maestri, Marco Maronese, Lorenzo Rota, Paolo Simion, Alessandro Tonelli et Luca Wackermann.
| Arrivées          | Équipe 2018                 |
| ----------------- | --------------------------- |
| Luca Covili       | Mastromarco Sensi FC Nibali |
| Alessandro Pessot | Friuli                      |
| Francesco Romano  | Colpack                     |

| Départs          | Équipe 2019             |
| ---------------- | ----------------------- |
| Simone Andreetta | retraite                |
| Giulio Ciccone   | Trek-Segafredo          |
| Simone Sterbini  | Giotti Victoria-Palomar |

## Coureurs et encadrement technique

### Effectif
| Cycliste           | Date de naissance | Nationalité | Équipe 2018                 |  |
| ------------------ | ----------------- | ----------- | --------------------------- |  |
| Vincenzo Albanese  | 12 novembre 1996  | Italie      | Bardiani CSF                |  |
| Enrico Barbin      | 4 mars 1990       | Italie      | Bardiani CSF                |  |
| Michael Bresciani  | 20 décembre 1994  | Italie      | Bardiani CSF                |  |
| Giovanni Carboni   | 31 août 1995      | Italie      | Bardiani CSF                |  |
| Luca Covili        | 10 février 1997   | Italie      | Mastromarco Sensi FC Nibali |  |
| Andrea Guardini    | 12 juin 1989      | Italie      | Bardiani CSF                |  |
| Mirco Maestri      | 26 octobre 1991   | Italie      | Bardiani CSF                |  |
| Marco Maronese     | 25 décembre 1994  | Italie      | Bardiani CSF                |  |
| Umberto Orsini     | 6 décembre 1994   | Italie      | Bardiani CSF                |  |
| Alessandro Pessot  | 1er juillet 1995  | Italie      | Friuli                      |  |
| Francesco Romano   | 9 juillet 1997    | Italie      | Colpack                     |  |
| Lorenzo Rota       | 23 mars 1995      | Italie      | Bardiani CSF                |  |
| Daniel Savini      | 26 septembre 1997 | Italie      | Bardiani CSF                |  |
| Manuel Senni       | 11 mars 1992      | Italie      | Bardiani CSF                |  |
| Paolo Simion       | 10 octobre 1992   | Italie      | Bardiani CSF                |  |
| Alessandro Tonelli | 29 mai 1992       | Italie      | Bardiani CSF                |  |
| Luca Wackermann    | 13 mars 1992      | Italie      | Bardiani CSF                |  |

### Encadrement
Bardiani CSF est dirigée par Bruno et Roberto Reverberi. Les coureurs sont encadrés par les directeurs sportifs Stefano Zanatta et Mirko Rossato, et entraînés par Claudio Cucinotta,.

## Bilan de la saison

### Résultats sur les courses majeures
Les tableaux suivants représentent les résultats de l'équipe dans les principales courses du calendrier international (les cinq classiques majeures et les trois grands tours). Pour chaque épreuve est indiqué le meilleur coureur de l'équipe, son classement ainsi que les accessits glanés par Bardiani CSF sur les courses de trois semaines.

#### Classiques
| Classique            | Milan-San Remo | Tour des Flandres | Paris-Roubaix | Liège-Bastogne-Liège | Tour de Lombardie |
| -------------------- | -------------- | ----------------- | ------------- | -------------------- | ----------------- |
| Coureur (classement) |                |                   |               |                      |                   |

#### Grands tours
| Grand tour           | Tour d'Italie | Tour de France | Tour d'Espagne |
| -------------------- | ------------- | -------------- | -------------- |
| Coureur (classement) |               |                |                |
| Accessits            |               |                |                |